# 国際競技連盟
国際競技連盟（こくさいきょうぎれんめい、英: International (Sports) Federation, ISF, IF）とは、各スポーツ競技について国際的に統轄する団体である。各スポーツ競技のルールを定めたり、普及活動をしたり、世界選手権などの国際的なスポーツ競技大会を主催・運営する。また、スポーツを通しての相互理解や交流、親交を深めたりすることを目的としている。オリンピック界の価値観としては主に多くの国内競技連盟 (NF) を加盟者とすることが競われている。かつて日本では国際競技団体（こくさいきょうぎだんたい）と呼ばれることが多かった。
この諸団体と、各国の国内オリンピック委員会、国際オリンピック委員会、近代オリンピックが開催される際に開催国で立ち上げられる「オリンピック競技大会組織委員会」などをまとめて「オリンピック・ファミリー」と呼ばれる。

## 団体
- 国際競技連盟一覧を参照。